# ميك هوليس
ميك هوليس (بالإنجليزية: Mike Hollis)‏ (14 نوفمبر 1949 في المملكة المتحدة - ) هو لاعب كرة قدم بريطاني في مركز الهجوم. لعب مع ستوكبورت كونتي وليستر سيتي ونادي ريدنغ ونادي تشستر سيتي ونادي بارو وشبشيد دينامو ‏.

## وصلات خارجية
- ميك هوليس على موقع قاعدة بيانات كرة القدم.إي يو (الإنجليزية)